# 廑
廑（きん）は、夏朝の第13代帝。在位期間は『帝王世紀』では20年間とされている。『竹書紀年』に拠れば、在世中に太陽が十個現れたという怪現象（旱魃の比喩か）があり、その同年に死去したとされている。死亡後、従兄弟の孔甲が帝位を継いだ。